# Indie Cindy
Albums de Pixies
Trompe le Monde
(1991) Head Carrier
(2016)
Indie Cindy est le cinquième album studio de la formation musicale américaine Pixies. Il sort le 28 avril 2014, soit 23 ans après leur précédent album, Trompe le Monde, sorti en 1991,.

## Morceaux
Toutes les chansons ont été écrites par le chanteur et guitariste du groupe Black Francis. L'album compte treize titres :
1. What Goes Boom – 3:32
2. Greens and Blues – 3:47
3. Indie Cindy – 4:41
4. Bagboy – 4:54
5. Magdalena 318 – 3:25
6. Silver Snail – 3:29
7. Blue Eyed Hexe – 3:12
8. Ring the Bell – 3:35
9. Another Toe in the Ocean – 3:46
10. Andro Queen – 3:24
11. Snakes – 3:46
12. Jaime Bravo – 4:24
13. Women of War – 3:48

## Réception critique
L'album a reçu des critiques mitigées,,,, voire mauvaises,.